# Българска армия (стадион)
Вижте пояснителната страница за други значения на Българска армия.
„Българска армия“, наричан често „Армията“, е стадион в София. На стадиона домакинските си мачове играе ЦСКА. Стадионът е собственост на фирма „Сердика спортни имоти“, която е 100% собственост на Министерството на спорта. Игралното поле е с дължина 105 метра и ширина 66 метра. Освен футболното игрище, спортният комплекс разполага с 2 големи и един малък тренировъчен терен, баскетболна зала и лекоатлетическа писта.
От 1923 до 1944 г. стадионът се казва „АС-23“, от 1944 до 1949 г. – „Чавдар“, от 1949 до 1990 г. носи името „Народна армия“, а от 1990 г. – „Българска армия“.
През 2000 г. стадионът е оборудван с нова за времето си озвучителна уредба "Динакорд“ – 48 киловата. Осветеността на точка от игровото поле може да бъде до 2100 лукса. По време на всички международни мачове се осигуряват до 120 телефонни връзки.

## История
На 27 януари 1925 г. софийска община отпуска „за вечни времена“ място в местността „Пустиняна“ в Борисовата градина на отбора на АС-23 като компенсация за отнемането на игрищата, на които играят Атлетик, Слава и ОСК преди обединението им. Представена е скица на общината, на която от двете страни на игрищено има трибуни (източна и западна), в северна и южна посока се предвиждат стоящи места, има още лекоатлетическа писта, игрища за баскетбол, тенис, хокей, гимнастика, както и административна сграда за клуба.
През 30-те години АС-23 получава нотариален акт над изградения вече стадион. Новият стадион на отбора е наречен стадион „АС-23“ (известен е и като стадион „Атлетик Парк“). В началото на 40-те години футболния терен на стадион „А.С.23“ е затревен. През 1943 г. стоящите места са премахнати и вече целия футболен терен и атлетическата писта са заобиколени от трибуни. Там се играят срещи от Столичното първенство и някои от мачовете на националния тим. В края на 1944 г. стадионът е собственост на Чавдар (София), обединил в себе си отборите на АС-23, Шипка-Победа и Спартак (Подуене) с ново име стадион „Чавдар“. От 15 февруари 1948 г. стадионът става собственост на отбора Централен дом на войската (ЦДВ), след обединението на Чавдар с ЦДВ. От 5 май 1948 стадионът е собственост на ПФК ЦСКА (София), (тогава наричащ се „Септември при ЦДВ“). През 1965 г. е направена основна реконструкция на входа и на административните постройки на стадиона по проект на арх. Антон Каравелов и арх. Симеон Иванов. През 1967 г. строежът завършва. Новото име на стадиона е „Народна армия“, който е прехвърлен в собственост на Министерство на народната отбрана (МНО) на Народна Република България, т.е. е национализиран от комунистическия тоталитарен режим. Стадионът е основно реконструиран през 1982 г., когато му е поставено и електрическо осветление за футболния терен. В периода април 1991 – септември 1993 г. стадионът е преименуван на „ЦСКА“. От 1993 г. стадионът се нарича „Българска армия“. През 2000 г. стадионът е оборудван с нова озвучителна уредба „Динакорд“ – 48 kW. Звуковото налягане е 107 dB на седящо място. Осветителната техника на стадиона също е от последно поколение, което позволява осветеността на точка от игровото поле да бъде 2100 lx. По време на всички международни мачове се осигуряват до 120 телефонни връзки. През 2005 г. Министерство на отбраната прехвърля собствеността на стадиона на Министерството на спорта с цел съоръжението да се отдаде на концесия на ЦСКА.

### Проект за модернизация (2005)
През април 2005 г. е представен план за модернизация на стадион „Българска армия“, базата в Панчарево и комплекс „Червено знаме“. Планът предвижда пълно разрушаване на сегашния стадион и създаване на нов модерен стадион с капацитет 45 000 души на стойност 100 000 000 лв. Той трябва да бъде изграден за 4 години. Реализацията на проекта трябва да започне, след като стадионът, базата в Панчарево и базата на „4-ти километър“ бъдат прехвърлени към футболния клуб.

### Актуално
През 2008 г. и 2009 г. стадионът не получава лиценз от УЕФА за провеждане на международни срещи, а през 2008 г. след спешен, но козметичен, ремонт БФС позволява провеждането на мачове от вътрешното първенство. Основните критики към стадиона са инфраструктурата и сигурността. През юли 2009 г. е инсталирана нова модерна напоителна система До 2009 г. включително се водят спорадични преговори за отдаването на стадиона на концесия. В края на 2009 г. е обявено, че ако стадионът бъде отдаден, то той ще бъде съборен и на негово място ще бъде построен нов стадион. Новият план за модернизация е отново на стойност 100 000 000 лв., а стадионът ще бъде с капацитет около 30 000 седящи места покрити с козирка, но без атлетическа писта. Той ще предлага около 10 зали за различни видове спорт, модерна клиника, възстановителен център, подземен паркинг, магазини, ресторанти, хотелска част. Основното финансиране на проекта се очаква да бъде чрез банки и спонсори.

### Проект от 2010 г.
На 10 юни 2010 г. ръководството на ЦСКА представя нов проект за стадион на мястото на сегашния по проект на британското студио KSS Design Studio. Проектът ще бъде осъществен, ако стадионът бъде отдаден на концесия на футболния отбор. Комплексът е с размер 155 000 m² разгъната застроена площ, изцяло разположена в границите на съществуващия спортен комплекс „Българска армия“. Цената на стадиона ще е 105 000 000 евро, изцяло покрита от външни инвеститори. Стадионът ще е с клас „Елит“ (пет звезди) по критериите на УЕФА и ще може да приема финали на европейските турнири. Стадионът ще е с капацитет от 30 000 седящи места, с подземен паркинг за 1000 автомобила за зрителите и още 300 за официалните лица, офиси, хотелска част, ресторант и кафенета, служебни помещения, зали за пресконференции, спортни зали и др. Размерът на терена ще е максималният разрешен от ФИФА 68 × 105 m и ще е завъртян на 90° спрямо сегашния. Още с неофициалното си представяне проектът среща неодобрението на някои медии и зелени организации, докато голяма част от коментарите са положителни за намерението на ЦСКА. Проектът е внесен в министерството на спорта.

### От 2010 г.
Стадион „Българска армия“ не получава лиценз за провеждане на срещи сезон 2010/11, за това ЦСКА играе своите мачове през есенния полусезон на стадион „Васил Левски“. В началото на 2011 г. се извършва ремонт на стадиона, като в сектор А са сложени 2500 нови седалки, а в останалите сектори са заменени счупените седалки. Поставени са нови огради, замазани са пукнатини в конструкцията, заменени са тунелите с нови. На 4 януари 2017 г. стадионът и базата в Панчарево са прехвърлени на Национална спортна база, а статута им е променен на частна-държавна собственост. Очаква се създаване на общо дружество между НСБ и ЦСКА за ползване на базите и построяване на нов стадион. На 13 септември 2017 г. е създадено дружеството „Сердика спортни имоти“ ЕАД към което да се прехвърлят стадиона, базата в Панчарево, спортен комплекс „Червено знаме“ и част от спортен комплекс „Къро“. На пресконференция на 24 ноември 2017 г. министърът на спорта Красен Кралев обяви условията за кандидастване за наем на базите. На 11 декември става ясно, че единственият клуб подал документи за конкурса за базите е ЦСКА. На 19 декември 2017 е обявено, че ЦСКА отговаря на условията за конкурса и в началото на 2018 е обявен за победител

## Проект за нов стадион
През 2023 г. ЦСКА и Министерство на младежта и спорта, представят план за построяване на нов стадион, на мястото на Българска армия, в Борисовата градина. Новият стадион ще е с 18 000 седящи места и ще покрива категория 4 на УЕФА.
През октомври 2023 г. е издадено разрешение за строеж от Столична община. Разрушаването на стария стадион се очаква да започне през януари 2024 г. Новият стадион трябва да бъде завършен за 18 месеца и да бъде открит през 2026 г.
Последният мач на стадион Българска армия е между ЦСКА и Лудогорец на 10 декември 2023 завършва със загуба 0:1. След последния съдийски сигнал, феновете са допуснати да вземат за спомен нещо от стадиона.

## Галерия
- Архивна снимка на входа на стадион „Народна армия“ (разрушен през 1965 г.) и проект на новия комплекс: 1963 – 1964